# École supérieure d'arts graphiques Penninghen
L'École supérieure d'arts graphiques Penninghen (letteralmente "Scuola superiore per le arti grafiche di Penninghen") è una delle accademie di belle arti della capitale francese, situata presso il quartiere di Saint-Germain-des-Prés.

## Storia
La Penninghen è presente dov'era stanziata l'Académie Julian, fondata nel 1868 dal pittore Rodolphe Julian. Nel 1959, Guillaume Met de Penninghen e Jacques d'Andon uniscono i loro laboratori e si trasferiscono negli ex locali dell'Académie Julian; il nuovo spazio viene inaugurato sotto l'egida di Gaétan Picon, rappresentante del ministro della cultura francese André Malraux. Nel 1968, l'Atelier Met de Penninghen divenne l'ESAG Penninghen, una scuola superiore centrata sull'arte grafica, che offre anche un master in direzione artistica. Nel 1972 alla formazione in arti grafiche si aggiunge il master in architettura d'interni. Nel 1988, Guillaume Met de Penninghen nominò direttore della scuola Alain Roulot, un ex studente. Nel 1990 l'ESAG Penninghen si internazionalizza, partecipando alla fondazione dell'AIAS ("Internazionale delle Scuole Indipendenti di Arti e Design"), e nel 1991 aderisce alla rete europea Erasmus e poi alla rete internazionale Cumulus. Nel 2015 la scuola è entrata a far parte del gruppo per l'alta formazione Studialis, all'interno di Galileo Global Education. L'anno successivo, Alain Roulot ha nominato direttore della scuola Gilles Popelin, un ex studente diplomatosi nel 1995. L'ESAG Penninghen cambia diventando semplicemente "la Penninghen". La scuola apre un master in comunicazione l'8 dicembre 2021.
Cronologia
- 1968: Creazione dell'Esag con la prima giuria internazionale di diplomi;
- 1989: creazione dell'AIAS (Associazione Internazionale Scuole d'Arte);
- 1993: Programma Erasmus della Commissione Europea; Rete Cumulus;
- 1997: Programma Socrates;
- 2000: creazione dell'Associazione Cumulus-Rotterdam;
- 2002: statuto universitario;
- 2004: creazione delle scuole superiori di design della Cumulus France;
- 2005: attuazione della Réforme Licence-Master-Doctorat;
- 2006: etichetta Sistema europeo di trasferimento e accumulo dei crediti (RCTS);
- 2007: rinnovo dello Statuto di Ateneo;
- 2015: Carta Erasmus;
- 2016: l'ESAG Penninghen diventa "Penninghen", scuola per la direzione artistica e l'architettura d'interni.

Reti associative internazionali
La Penninghen fa parte della rete di scambio "Erasmus+", un programma di mobilità studentesca con 33 stati membri.
Fa inoltre parte della rete "Cumulus", che riunisce 360 scuole e università di arte e design in 63 paesi.
Penninghen fa parte della "Réseau Galileo Global Education" dal 2015. Un gruppo di 47 scuole, sparse in sette paesi del mondo.

## Corsi e diplomi
La Penninghen è strutturata in corsi quinquiennali, con un anno di orientamento integrato ai quattro anni di specializzazione.
La scuola assegna tre Bac+5:
- un master in direzione dell'immagine artistica e per i media[1][2] (riconosciuto RNCP): le attività del Il direttore artistico immagine e media copre l'intera catena di sviluppo visivo di un progetto, dalla consulenza strategica iniziale alla fine della produzione.
- un master come progettista degli interni[3][4] (riconosciuto RNCP). Riconosciuto dal Conseil français des architectes d'intérieur ("Consiglio francese degli architetti d'interni"; abbreviato in "CFAI"),[5] Le attività per l'architetto d'interni sono orientate verso le professioni di architettura, progettazione di habitat, eventi, scenografie, arredamento, progettazione digitale ed elaborati tridimensionali.
- un master in comunicazione (in fase di riconoscimento RNCP).